# به‌دست آوردن وودستاک
به‌دست آوردن وودستاک (به انگلیسی: Taking Woodstock) فیلمی محصول سال ۲۰۰۹ و به کارگردانی انگ لی است. در این فیلم بازیگرانی همچون دیمیتری مارتین، دن فوگلر، هنری گودمن، جاناتان گروف، یوجین لوی، جفری دین مورگان، ایملدا استنتون، امیل هرش، لیو شرایبر، پل دینو، آدام پالی، اسکایلر آستین، آدام لوفیور، ریچارد توماس، کوین چامبرلین و کاترین واترستون ایفای نقش کرده‌اند.